# WTA Challenger de Paris
O WTA Challenger de Paris  – ou Trophée Clarins (eventualmente chamado de "WTA 125K Paris"), atualmente – é um torneio de tênis profissional feminino, de nível WTA 125.
Realizado no Racing Club de France (Lagardère Paris Racing) em Paris, capital da França, estreou em 2022. Os jogos são disputados em quadras de saibro durante o mês de maio. O local antes sediou entre 1987 e 1992 o Clarins Open, de nível 5 e depois 4.

## Finais

### Simples
| Ano  | Campeã         | Vice-campeã         | Resultado     |
| ---- | -------------- | ------------------- | ------------- |
| 2025 | Katie Boulter  | Chloé Paquet        | 3–6, 6–2, 6–3 |
| 2024 | Diana Shnaider | Emma Navarro        | 6–2, 3–6, 6–4 |
| 2023 | Diane Parry    | Caty McNally        | w.o.          |
| 2022 | Claire Liu     | Beatriz Haddad Maia | 6–3, 6–4      |

### Duplas
| Ano  | Campeãs                                 | Vice-campeãs                      | Resultado          |
| ---- | --------------------------------------- | --------------------------------- | ------------------ |
| 2025 | Irina Khromacheva Fanny Stollár         | Tereza Mihalíková Olivia Nicholls | 4–6, 7–65, [11–5]  |
| 2024 | Asia Muhammad Aldila Sutjiadi           | Monica Niculescu Zhu Lin          | 7–63, 4–6, [11–9]  |
| 2023 | Anna Danilina Vera Zvonareva            | Nadiia Kichenok Alycia Parks      | 5–7, 7–62, [14–12] |
| 2022 | Beatriz Haddad Maia Kristina Mladenovic | Oksana Kalashnikova Miyu Kato     | 5–7, 6–4, [10–4]   |